# 竹木街隧道

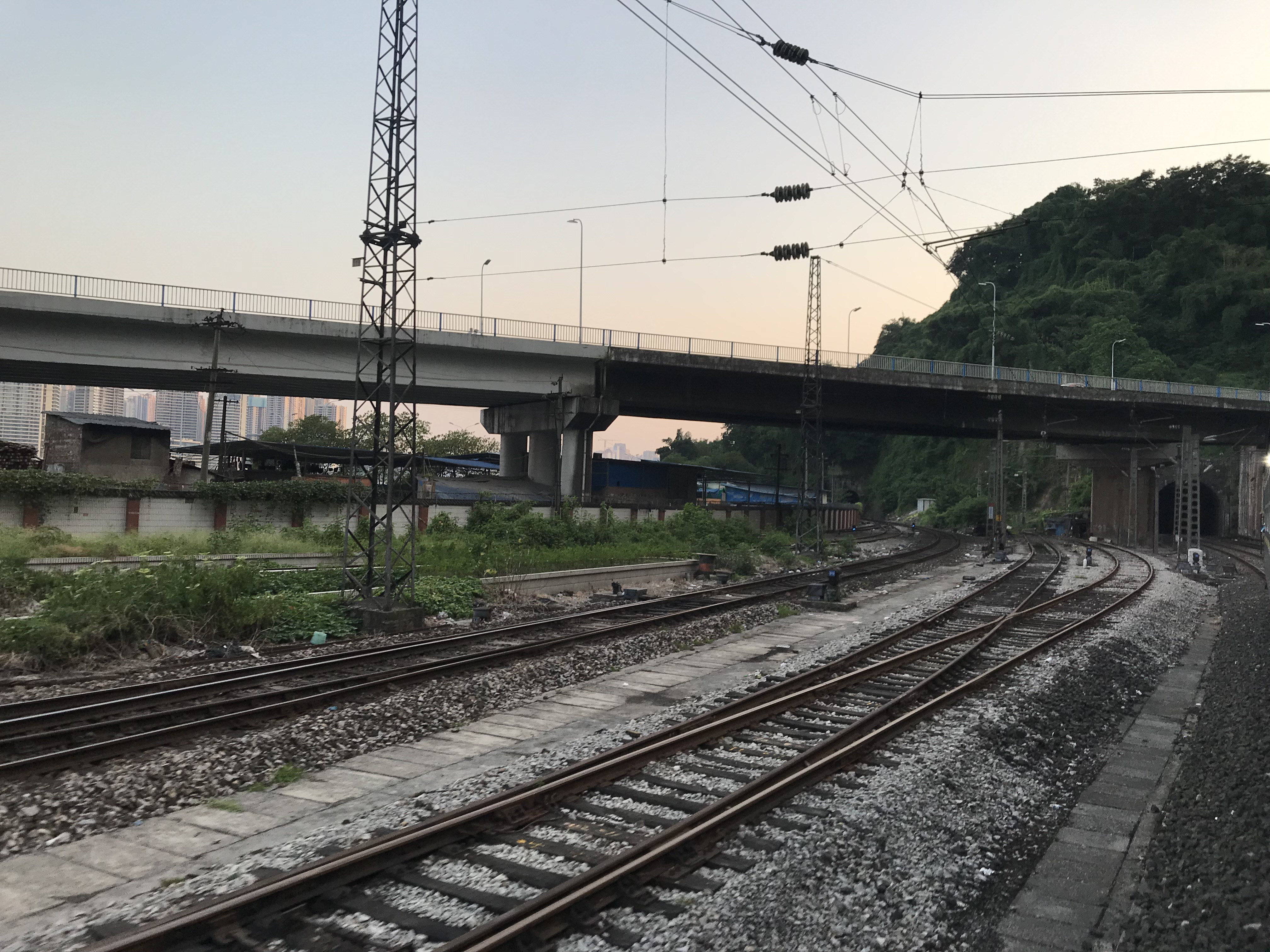
黄沙溪隧道重庆站侧入口

竹木街隧道是一座位于重庆市渝中区的西重线铁路隧道。
隧道建成于1951年12月，长1789米，为双轨单洞隧道。修建方为中国人民解放军工程兵112师。隧道距离成渝铁路重庆站的站台仅280米，约12列车厢的距离，形成了“车尾未离站台，车头已进洞”的现象。由于竹木街隧道横穿整个渝中半岛，隧道上方另有三层隧道，从西至东分别是重庆轨道交通9号线滴水岩隧道、重庆轨道交通2号线佛图关隧道，菜袁公路龙家湾隧道，也是中国大陆地理条件最复杂的城市隧道群。